# Малкин, Михаил Яковлевич
Михаил Яковлевич Малкин (12 сентября 1912, Красный Бор, Симбирская губерния, Российская империя — 18 мая 1987, Ульяновск, РСФСР, СССР) — начальник направления связи 1124-го стрелкового полка (334-я стрелковая дивизия, 2-я гвардейская армия, 3-й Белорусский фронт), гвардии старшина

## Биография
Михаил Яковлевич Малкин родился в крестьянской семье в селе Красный Бор Сенгилеевского уезда Симбирской губернии (в настоящее время Вешкаймский район Ульяновской области). Окончил 4 класса школы, работал кассиром в колхозе.
28 мая 1941 года Вешкаймским райвоенкоматом был призван в ряды Красной армии. На фронтах Великой Отечественной войны с 22 июня 1941 года.
Работая командиром отделения связи в боях в районе озера Свибло в Себежском районе Псковской области в период 15—18 января 1944 года под беспрерывным артиллерийско-миномётным огнём противника сумел организовать работу отделения так, что телефонная связь штаба артиллерии дивизии с артчастями и подразделения дивизии и артчастями усиления работала бесперебойно, несмотря на то, что связь часто рвалась от разрывов снарядов и мин противника. Его бойцы и он сам лично, несмотря на опасность немедленно восстанавливали связь, обеспечивая её бесперебойную работу. За время Боёв его отделение устранило 80 порывов связи, сам Малкин лично устранил 35 порывов связи. Приказом по 46-й гвардейской стрелковой дивизии от 11 февраля 1944 года он был награждён орденом Славы 3-й степени.
Когда противник 4 июля 1944 года возле деревни Козяны Витебской области контратаковал части дивизии гвардии старший сержант Малкин под огнём противника устранил 14 порывов связи, а его отделение более 30 порывов, чем обеспечили бесперебойную связь штаба командующего артиллерией дивизии с артподразделениями.

14—15 июля 1944 года возле населённого пункта Салакас в Литве под сильным огнём противника Малкин лично устранил 17 порывов связи, а его отделение более 40, в результате чего связь с артчастями не нарушалась. Приказом по 46-й гвардейской дивизии от 21 августа 1944 года он был награждён орденом Славы 3-й степени.
Гвардии старшина Малкин 9—12 сентября 1944 года восточнее населённого пункта Бауска в Латвии под беспрерывными конртаками противника и сильным артиллерийско-миномётным и ружейно-пулемётным огнём устранил 31 порыв кабеля, а с бойцами отделения — более 70, чем обеспечил бесперебойную связь с артчастями. 12 сентября, выполняя очередной приказ командования Малкин был тяжело ранен, но приказ был выполнен. Был представлен к награждению орденом Красного Знамени. Приказом по 22-му гвардейскому корпусу 30 сентября 1944 года он был награждён вторым орденом Славы 3-й степени. Указом Президиума Верховного Совета СССР от 30 ноября 1977 года он был перенаграждён орденом Славы 2-й степени.
Начальник направления связи 1124-го стрелкового полка в бою 22 января 1945 года старший сержант Малкин при прорыве обороны противника в районе населённого пункта Фридрихсберг в Восточной Пруссии (в настоящее время посёлок Псковское Озёрского городского округа Калининградской области) Малкин умело организовал связь на направлении. В течение боя лично устранил 20 порывов под огнём противника, тем самым обеспечил бесперебойную связь на протяжении всего боя. Для обеспечения связью наступающие подразделения, Малкин прокладывал линию связи через минное поле, рискуя собственной жизнью. Своевременным обеспечением связью он оказал содействие командованию в выполнении боевой задачи. Приказом по 334-й стрелковой дивизии от 13 февраля 1945 года он был награждён третьим орденом Славы 3 степени. Указом Президиума Верховного Совета СССР от 30 ноября 1977 года он был перенаграждён орденом Славы 1-й степени.
Старшина Малкин был демобилизован в мае 1946 года. Жил в родном селе. Трудился заведующим фермой в колхозе.
В 1985 году в ознаменование 40-летия Победы он был награждён орденом Отечественной войны 1-й степени.
Скончался Михаил Яковлевич Малкин 18 мая 1987 года.

## Память
- Похоронен в городе Ульяновск.